# Apogon abrogramma
 Apogon abrogramma és una espècie de peix de la família dels apogònids i de l'ordre dels perciformes.

## Morfologia
Els mascles poden assolir els 4,9 cm de longitud total.

## Distribució geogràfica
Es troba a l'oest de l'oceà Índic: Maldives.